# Dagmar Špryslová
Dagmar Indruchová-Špryslová (27. července 1929 Praha – 12. října 2014 tamtéž) byla česká tanečnice, v letech 1944–1977 členka baletu Národního divadla v Praze.

## Život
Narodila se v Praze. V letech 1939–1940 studovala v baletní škole J. Nikolské a u choreografky Národního divadla Zdenky Zabylové. V roce 1944 se stala členkou baletního souboru Národního divadla. Účinkovala ve většině baletních inscenací i v tanečních scénách operních.
V letech 1977–2011 působila jako pedagožka Baletní přípravky Národního divadla. Učitelku tance si zahrála i v televizním filmu režizérky Zuzany Zemanové Zamilovaná v roce 1991. Film získal řadu ocenění na mezinárodních festivalech.
V roce 2000 obdržela od nadace Život umělce cenu Senior Prix

## Přehled rolí
- Aida – Tanec kněžek
- Popelka – Švec
- Moravské tance
- Jarní symfonie – Dívčina družka
- Carmen – Cikánský tanec
- Rigoletto
- Z pohádky do pohádky – Královna
- Bachčisarajská fontána – Služebná v harému
- Tannhäuser
- Petruška – Chůva
- Louskáček – Matka
- Othello – Chůva
- Z pohádky do pohádky – Babička
- Giselle – Berthe
- Labutí jezero – Vladařka – matka
- Podivné dobrodružství Arthura Rowa